# Kizzmekia Corbett
Kizzmekia « Kizzy » Shanta Corbett (née le 26 janvier 1986) est une immunologiste virale américaine travaillant au sein du Vaccine Research Center (VRC) du National Institute of Allergy and Infectious Diseases, National Institutes of Health (NIAID NIH) situé à Bethesda, dans l'État du Maryland aux États-Unis,. Nommée chercheuse titulaire au VRC en 2014, elle dirige l'équipe de scientifique du VRC sur le coronavirus, qui mène un effort destiné à la recherche de nouveaux vaccins contre les coronavirus, y compris contre la souche SARS-CoV-2,. On lui doit l'ARNm du vaccin Moderna.

## Biographie

### Enfance et études
Kizzmekia Corbett naît aux États-Unis à Hurdle Mills (Caroline du Nord). Elle grandit à Hillsborough, une ville rurale de Caroline du Nord, au sein d'une famille nombreuse.
Kizzmekia Corbett fait son collège au A.L. Stanback Middle School,. En 2004, elle obtient son diplôme d'études supérieures au lycée Orange High School. En 2008, elle reçoit son bachelor de biologie et de sociologie de l'université du Maryland (UMBC), en tant que boursière du Meyerhoff Scholars Program. En 2014, elle obtient son doctorat en microbiologie et immunologie de l'université de Caroline du Nord à Chapel Hill.

### Carrière
Étudiante au collège, Kizzmekia Corbett se rend compte qu'elle veut poursuivre une carrière scientifique, et, en prenant part à un programme nommé ProjectSEED, elle peut passer son été à travailler dans un laboratoire de recherche, dans l'unité du chimiste James Morkin,, au sein de l'UNC. En 2005, elle effectue un stage au sein de l'équipe de Gloria Viboud à l'université de Stony Brook où elle étudie l'agent pathogène Yersinia pseudotuberculosis. De 2006 à 2007, elle travaille en tant que technicienne au sein du laboratoire de Susan Dorsey à l'école d'infirmerie de l'université du Maryland.
Après l'obtention de son bachelor, de 2006 à 2009, Kizzmekia Corbett est apprentie en biologie aux National Institutes of Health (NIH), où elle travaille auprès du Dr Barney Graham. Au NIH, Kizzmekia Corbett travaille sur la pathogenèse du virus respiratoire syncytial, ainsi que sur un projet destiné au développement d'une plateforme d'innovation sur les vaccins.
De 2009 à 2014, Kizzmekia Corbett étudie la réponse immunitaire des anticorps humain à la dengue chez des enfants sri lankais, sous la supervision d'Aravinda de Silva à l'université de Caroline du Nord à Chapel Hill. Elle étudie la manière dont les personnes développent des anticorps en réponse à la dengue, et comment les facteurs génétiques affectent la sévérité de la maladie. D'avril à mai 2014, elle  travaille au Genetech Research Institute à Colombo, au Sri Lanka en tant que chercheuse invitée, pour son mémoire de recherche.
En octobre 2014, Kizzmekia Corbett devient chercheuse au sein du NIH, traitant de l'immunologie virale. Ses recherches visent à découvrir les mécanismes de la pathogenèse virale et de l'immunité chez les hôtes du virus. Elle se concentre en particulier sur le développement des antigènes pour le vaccin contre les coronaviridae. Dans un premier temps, sa recherche inclut le développement d'antigènes pour le vaccin contre le syndrome respiratoire aigu sévère (SRAS) et le syndrome respiratoire du Moyen-Orient (MERS),. Au cours de ces recherches, elle peut déterminer une manière simple de créer des protéines en épine qui se stabilisent dans une conformation qui les rend immunogènes et faciles à produire, en collaboration avec des chercheurs du Scripps Research Institute et du Dartmouth College[réf. souhaitée].
Dès le début de la pandémie de covid-19, la Dre Corbett commence à travailler sur un vaccin pour protéger les personnes de la maladie à coronavirus 2019. Se rendant compte des similarités du virus avec le syndrome respiratoire aigu sévère, l'équipe de Kizzmekia Corbett peut utiliser ses précédentes découvertes portant sur la manière optimale des traiter les protéines S du coronavirus pour les étendre aux protéines S de la nouvelle souche de coronavirus,, qui forment une « couronne » à la surface des coronavirus et sont essentiels à l'abordage des cellules hôtes et à l’initiation de la fusion membranaire dans la maladie du coronavirus. Cela en fait des cibles particulièrement vulnérables aux traitements prophylactiques et thérapeutiques. En se basant sur ses recherches antérieures, l'équipe de la Dre Corbett peut, en collaboration avec des chercheurs de l'université du Texas à Austin, transplanter des mutations stabilisantes de la protéine S du SARS-CoV-1 sur celle du SARS-CoV-2[réf. souhaitée]. Elle fait partie de l'équipe du NIH qui contribue à identifier la structure de la spicule du SARS-CoV-2 à partir des données de cryomicroscopie électronique (Cryo-ME). Certains résultats de ses travaux précédents suggèrent que l'ARN messager (ARNm) qui encode la protéine S pourrait être utilisé pour induire une réponse immunitaire qui entraînerait la production d'anticorps protégeant contre la Covid-19[réf. souhaitée].
Pour produire et tester le vaccin contre la Covid-19, l'équipe de la Dre Corbett établit un partenariat avec Moderna Therapeutics, une compagnie de biotechnologie, pour rapidement lancer des études sur des modèles animaux. Grâce à cela, le vaccin entre dans la première phase d'essais cliniques 66 jours seulement après que le séquençage du virus soit rendu disponible. Ces essais, qui doivent être conduits sur au moins 45 personnes, sont une étude de montée en intensité sous la forme de deux injections séparées de 28 jours. Les travaux de la Dre Corbett lui donnent l'opportunité de faire partie de l’équipe des National Institutes of Health qui accompagne le président des États-Unis, Donald Trump, lors d'une visite du Vaccine Research Center du National Institute of Allergy and Infectious Diseases en mars 2020,.
La Dre Corbett appelle le public à la prudence et au respect les uns des autres durant la pandémie du coronavirus, en soulignant qu'un lavage des mains régulier et que tousser dans son coude peut permettre de minimiser la transmission du virus. Elle insiste sur le fait qu'il ne faut pas stigmatiser les personnes issues des zones touchées en premier par l'épidémie. Interrogée sur son implication dans le développement du vaccin contre covid-19 , elle déclare qu'« avoir l'opportunité de pouvoir travailler sur un sujet d'importance mondiale immédiate… c'est une occasion un peu surréaliste pour moi. »
En plus de sa recherche scientifique, Kizzmekia Corbett s'investit dans la communication scientifique et la parole publique. Elle partage régulièrement des informations sur Twitter, et participe à des programmes visant à motiver la jeunesse des communautés défavorisées.

## Distinctions
- 2004 : American Chemical Society, Projet SEED à UNC‐Chapel Hill[17]
- 2006 : National Institute of Health, bourse d'études de premier cyle NIH[18]
- université du Maryland, comté de Baltimore, bourse d'études Meyerhoff Scholar[16]
- 2013 : bourse de voyage pour le Third Pan American Dengue Research Network Meeting[19]
- 2021: elle fait partie de la liste 2021 TIME100 Next du magazine Time, une liste des 100 leaders du futur[20].

## Travaux et publications
- Kizzmekia Shanta Corbett, Characterization of Human Antibody Responses to Dengue Virus Infections in a Sri Lankan Pediatric Cohort, Chapel Hill, NC, University of North Carolina at Chapel Hill Graduate School, août 2014 (DOI 10.17615/ajjc-6r57 , lire en ligne)
- Kizzmekia S. Corbett, Leah Katzelnick, Hasitha Tissera, Ananda Amerasinghe, Aruna Dharshan de Silva et Aravinda M. de Silva, « Preexisting Neutralizing Antibody Responses Distinguish Clinically Inapparent and Apparent Dengue Virus Infections in a Sri Lankan Pediatric Cohort », The Journal of Infectious Diseases, vol. 211, no 4,‎ 15 février 2015, p. 590–599 (PMID 25336728, DOI 10.1093/infdis/jiu481, lire en ligne)
- (en) Robert N. Kirchdoerfer, Christopher A. Cottrell, Nianshuang Wang, Jesper Pallesen, Hadi M. Yassine, Hannah L. Turner, Kizzmekia S. Corbett, Barney S. Graham, Jason S. McLellan et Andrew B. Ward, « Pre-fusion structure of a human coronavirus spike protein », Nature, vol. 531, no 7592,‎ 2 mars 2016, p. 118–121 (ISSN 1476-4687, PMID 26935699, DOI 10.1038/nature17200, lire en ligne)
- Rajendra Raut, Kizzmekia S. Corbett, Rashika N. Tennekoon, Sunil Premawansa, Ananda Wijewickrama, Gayani Premawansa, Piotr Mieczkowski, Claudia Rückert, Gregory D. Ebel, Aruna D. De Silva et Aravinda M. de Silva, « Dengue type 1 viruses circulating in humans are highly infectious and poorly neutralized by human antibodies », Proceedings of the National Academy of Sciences, vol. 116, no 1,‎ 2 janvier 2019, p. 227–232 (PMID 30518559, DOI 10.1073/pnas.1812055115, lire en ligne)
- Kizzmekia S. Corbett, Syed M. Moin, Hadi M. Yassine, Alberto Cagigi, Masaru Kanekiyo, Seyhan Boyoglu-Barnum, Sky I. Myers, Yaroslav Tsybovsky, Adam K. Wheatley, Chaim A. Schramm, Rebecca A. Gillespie, Wei Shi, Lingshu Wang, Yi Zhang, Sarah F. Andrews, M. Gordon Joyce, Michelle C. Crank, Daniel C. Douek, Adrian B. McDermott, John R. Mascola, Barney S. Graham, Jeffrey C. Boyington et Kanta Subbarao, « Design of Nanoparticulate Group 2 Influenza Virus Hemagglutinin Stem Antigens That Activate Unmutated Ancestor B Cell Receptors of Broadly Neutralizing Antibody Lineages », mBio, vol. 10, no 1,‎ 26 février 2019 (PMID 30808695, DOI 10.1128/mBio.02810-18, lire en ligne)
- Osnat Rosen, Leo Li-Ying Chan, Olubukola M. Abiona, Portia Gough, Lingshu Wang, Wei Shi, Yi Zhang, Nianshuang Wang, Wing-Pui Kong, Jason S. McLellan, Barney S. Graham et Kizzmekia S. Corbett, « A high-throughput inhibition assay to study MERS-CoV antibody interactions using image cytometry », Journal of Virological Methods, vol. 265,‎ mars 2019, p. 77–83 (DOI 10.1016/j.jviromet.2018.11.009, lire en ligne)
- Nianshuang Wang, Osnat Rosen, Lingshu Wang, Hannah L. Turner, Laura J. Stevens, Kizzmekia S. Corbett, Charles A. Bowman, Jesper Pallesen, Wei Shi, Yi Zhang, Kwanyee Leung, Robert N. Kirchdoerfer, Michelle M. Becker, Mark R. Denison, James D. Chappell, Andrew B. Ward, Barney S. Graham et Jason S. McLellan, « Structural Definition of a Neutralization-Sensitive Epitope on the MERS-CoV S1-NTD », Cell Reports, vol. 28, no 13,‎ septembre 2019, p. 3395–3405.e6 (PMID 31553909, DOI 10.1016/j.celrep.2019.08.052, lire en ligne)
- Daniel Wrapp, Nianshuang Wang, Kizzmekia S. Corbett, Jory A. Goldsmith, Ching-Lin Hsieh, Olubukola Abiona, Barney S. Graham et Jason S. McLellan, « Cryo-EM structure of the 2019-nCoV spike in the prefusion conformation », Science, vol. 367, no 6483,‎ 13 mars 2020, p. 1260–1263 (PMID 32075877, DOI 10.1126/science.abb2507, lire en ligne)
- Seyhan Boyoglu-Barnum, Geoffrey B. Hutchinson, Jeffrey C. Boyington, Syed M. Moin, Rebecca A. Gillespie, Yaroslav Tsybovsky, Tyler Stephens, John R. Vaile, Julia Lederhofer, Kizzmekia S. Corbett, Brian E. Fisher, Hadi M. Yassine, Sarah F. Andrews, Michelle C. Crank, Adrian B. McDermott, John R. Mascola, Barney S. Graham et Masaru Kanekiyo, « Glycan repositioning of influenza hemagglutinin stem facilitates the elicitation of protective cross-group antibody responses », Nature Communications, vol. 11, no 1,‎ 7 février 2020 (PMID 32034141, DOI 10.1038/S41467-020-14579-4, lire en ligne)